# Mineplex
Mineplex是一个我的世界中的小游戏服务器，是四台与Minecraft开发者Mojang Studios合作的服务器之一。截至2016年中旬，Mineplex拥有数百万名月活跃玩家。在服务器顶峰时期，任何时刻都有约10000人在线游玩。2015年1月28日该服务器有34434人同时游玩，打破了同时在线玩家最多的我的世界服务器的吉尼斯世界纪录。2023年5月16日，Mineplex停止运营。

## 历史
Mineplex在2013年1月24日被Gregory Bylos创建， 在我的世界中以 Sterling_"和"Spu_"而知名。Mineplex也是我的世界中运行至今的最老的服务器之一。YouTuber喬登·馬倫发布关于此服务器的视频后，玩家数量迅速增加。 2016年達拉斯獨行俠与Mineplex合作构建小游戏服务器“達拉斯獨行俠的世界”（Dallas Mavericks World）。根据该团队的消息，服务器会允许玩家在建筑比赛中竞争、在美国航空中心的全尺寸模型中 玩篮球小游戏。这款小游戏于2016年夏在服务器上推出。吉尼斯世界纪录2016「Gamers Edition」中，Mineplex被列为最受欢迎的我的世界服务器之一，最高在线人数于2015年1月28日达到34434人，但是紀錄在同一年被Hypixel打破。Mineplex的人气达到最高後开始下降，现在平均在线的玩家只有400到700人。2023年5月12日，Mineplex的網站和Minecraft伺服器無預警關閉。三天後的5月15日，Mineplex被從Minecraft基岩版的精選伺服器列表中移除。隔天，Mineplex的一名管理員在Mineplex Discord伺服器中宣布該伺服器將永久關閉，原因為現任的伺服器擁有者strutt未和伺服器的工作人員通知而自行關閉伺服器。據管理員描述，擁有者從去年十月開始未付薪水給他們的工作人員，直到關閉伺服器。當中的原因可能是擁有者使用INAP的Datacenter經營伺服器，已經負債至少30,000美元。

## 特色
该服务器最突出的特色是它有各式各样的小游戏，因其小游戏有定制的、多模组的、多种目标且可供多人游玩而出名。这些小游戏为玩家提供竞技性的沙盒游戏 因其游玩方式被分为经典游戏（Classics）、街机游戏（Arcade）、竞技类游戏（Champions）、部落类游戏（Clans）和假日小游戏（Holiday minigames）。为了支付服务器维持及开发费用，Mineplex向玩家销售游戏内特效和道具功能。